# Elisabeth Christine van Brunswijk-Wolfenbüttel
Elisabeth Christine van Brunswijk-Wolfenbüttel, (Braunschweig, 28 augustus 1691 - Wenen, 21 december 1750) was de oudste dochter van hertog Lodewijk Rudolf van Brunswijk-Wolfenbüttel en Christine Luise von Öttingen. In 1708 werd ze de echtgenote van de Oostenrijkse aartshertog Karel van Habsburg, de latere keizer Karel VI. Na de keizersverkiezing van haar man in 1711 werd ze keizerin van het Heilige Roomse Rijk. Tussen 1708 en 1711 was zij eveneens (titulair) koningin van Spanje.
Het door haar eerzuchtige grootvader Anton Ulrich in 1704 gearrangeerde huwelijk met de jongere broer van de keizer moest een aantal malen worden uitgesteld omdat de protestantse prinses niet tot het katholicisme wilde overgaan, maar op 1 mei 1707 gaf zij toe aan de druk van haar familie.
Zij huwde de jongere broer van de regerende Duitse keizer. Deze was na de dood van de ziekelijke en kinderloze Karel II van Spanje in 1700 erfgerechtigde van het Spaanse wereldrijk geworden.
Karel II liet zijn rijk in een omstreden testament echter na aan een zoon van de Franse koning. Engeland, Oostenrijk en de Nederlanden erkenden deze opvolging niet en met Britse en Nederlandse steun poogde aartshertog Karel Spanje te veroveren. Hij veroverde alleen Barcelona en daar voegde Elisabeth Christine zich bij haar echtgenoot die die stad, deel van het door hem opgeëiste Spaanse rijk, persoonlijk bezet hield. Voor de overtocht stichtte zij een Orde van de Naastenliefde voor haar hofstaat.
In 1711 stierf keizer Jozef I onverwachts en moest Karel Spanje verlaten om in Wenen zijn erfenis, Oostenrijk, Hongarije, Bohemen, Milaan, de Zuidelijke Nederlanden en Tirol aan te nemen. Hij liet zijn vrouw in Barcelona achter als zijn plaatsvervanger in Spanje. In 1711 werd Karel ook tot keizer van het Heilige Roomse Rijk gekozen. Elisabeth Christine was nu keizerin en koningin.
Elisabeth Christine verliet Spanje in 1713. Haar politieke rol was daarmee ook uitgespeeld. Een eerste zoon, aartshertog Leopold Johann, werd in april 1716 geboren, maar stierf al in november van dat jaar. Het tweede, in 1717 geboren kind, de latere keizerin Maria Theresia, werd wél volwassen. Het derde kind, de in 1718 geboren aartshertogin Maria Anna, stierf in 1744 in het kraambed bij de geboorte van haar eerste kind en het vierde kind, de in 1724 geboren aartshertogin Maria Amalia, stierf al kort na haar zesde verjaardag. Deze tegenslagen en de onwil van haar man of dochter om de politiek ambitieuze keizerin invloed of taken in de regering te geven, maakten de oudere Elisabeth Christine depressief.
Alleen in de familiesfeer boekte zij enige successen. Zij koppelde haar nicht Elisabeth Christine van Brunswijk-Bevern aan Frederik de Grote en haar neef Anton Ulrich van Brunswijk aan de Russische keizerin Anna.
In haar testament liet Elisabeth Christine een groot bedrag na aan een te stichten Militair Instituut, de latere Elisabeth-Theresia-orde, dat pensioenen aan invalide officieren moest uitkeren.

## Huwelijk en kinderen
Elisabeth huwde in augustus 1708 met keizer Karel VI, de tweede zoon van keizer Leopold I met zijn derde vrouw Eleonora van Palts-Neuburg. Elisabeth en Karel VI kregen 4 kinderen, 1 jong overleden zoon en drie dochters:
- Leopold Johan, geboren apr. 1716, stierf als kind in zijn geboortejaar 1716
- Maria Theresia Walburga Amalia Christina van Oostenrijk
- Maria Anna van Oostenrijk
- Maria Amalia (1724-1730)

## Afbeeldingen
|  |  |

## Voorouders
| Voorouders van Elisabeth Christine van Brunswijk-Wolfenbüttel | Voorouders van Elisabeth Christine van Brunswijk-Wolfenbüttel                                                        | Voorouders van Elisabeth Christine van Brunswijk-Wolfenbüttel                                                        | Voorouders van Elisabeth Christine van Brunswijk-Wolfenbüttel                                                        | Voorouders van Elisabeth Christine van Brunswijk-Wolfenbüttel                                                        | Voorouders van Elisabeth Christine van Brunswijk-Wolfenbüttel                                                      | Voorouders van Elisabeth Christine van Brunswijk-Wolfenbüttel                                                      | Voorouders van Elisabeth Christine van Brunswijk-Wolfenbüttel                                                      | Voorouders van Elisabeth Christine van Brunswijk-Wolfenbüttel                                                      |
| ------------------------------------------------------------- | --- | --- | --- | --- | --- | --- | --- | --- |
| Overgrootouders                                               | August van Brunswijk-Wolfenbüttel (1579–1666) ∞ Sophia Dorothea van Anhalt-Zerbst (1607-1643)                        | August van Brunswijk-Wolfenbüttel (1579–1666) ∞ Sophia Dorothea van Anhalt-Zerbst (1607-1643)                        | Frederik van Sleeswijk-Holstein-Sønderborg-Nordborg (–) ∞ ? (–)                                                      | Frederik van Sleeswijk-Holstein-Sønderborg-Nordborg (–) ∞ ? (–)                                                      | ? (-) ∞ ? (–) | ? (-) ∞ ? (–) | ? (–) ∞ ? (–) | ? (–) ∞ ? (–) |
| Grootouders                                                   | Hertog Anton Ulrich van Brunswijk-Wolfenbüttel (1633–1714) ∞ 1656 Elisabeth Juliane van Holstein-Norburg (1634–1704) | Hertog Anton Ulrich van Brunswijk-Wolfenbüttel (1633–1714) ∞ 1656 Elisabeth Juliane van Holstein-Norburg (1634–1704) | Hertog Anton Ulrich van Brunswijk-Wolfenbüttel (1633–1714) ∞ 1656 Elisabeth Juliane van Holstein-Norburg (1634–1704) | Hertog Anton Ulrich van Brunswijk-Wolfenbüttel (1633–1714) ∞ 1656 Elisabeth Juliane van Holstein-Norburg (1634–1704) | Graaf Albrecht Ernst I von Oettingen-Oettingen (1642–1683) ∞ 1665 Christine Friederike van Württemberg (1644–1674) | Graaf Albrecht Ernst I von Oettingen-Oettingen (1642–1683) ∞ 1665 Christine Friederike van Württemberg (1644–1674) | Graaf Albrecht Ernst I von Oettingen-Oettingen (1642–1683) ∞ 1665 Christine Friederike van Württemberg (1644–1674) | Graaf Albrecht Ernst I von Oettingen-Oettingen (1642–1683) ∞ 1665 Christine Friederike van Württemberg (1644–1674) |
| Ouders                                                        | Hertog Lodewijk Rudolf van Brunswijk-Wolfenbüttel (1671–1735) ∞ 1690 Luise von Oettingen (1671–1747)                 | Hertog Lodewijk Rudolf van Brunswijk-Wolfenbüttel (1671–1735) ∞ 1690 Luise von Oettingen (1671–1747)                 | Hertog Lodewijk Rudolf van Brunswijk-Wolfenbüttel (1671–1735) ∞ 1690 Luise von Oettingen (1671–1747)                 | Hertog Lodewijk Rudolf van Brunswijk-Wolfenbüttel (1671–1735) ∞ 1690 Luise von Oettingen (1671–1747)                 | Hertog Lodewijk Rudolf van Brunswijk-Wolfenbüttel (1671–1735) ∞ 1690 Luise von Oettingen (1671–1747)               | Hertog Lodewijk Rudolf van Brunswijk-Wolfenbüttel (1671–1735) ∞ 1690 Luise von Oettingen (1671–1747)               | Hertog Lodewijk Rudolf van Brunswijk-Wolfenbüttel (1671–1735) ∞ 1690 Luise von Oettingen (1671–1747)               | Hertog Lodewijk Rudolf van Brunswijk-Wolfenbüttel (1671–1735) ∞ 1690 Luise von Oettingen (1671–1747)               |
| Elisabeth Christine van Brunswijk-Wolfenbüttel (1691–1750)    | | | | | | | | |